# Baccharis genistelloides
Carqueja (Baccharis genistelloides) es una planta de la familia de las asteráceas.

## Taxonomía
Baccharis genistelloides fue descrita por Christiaan Hendrik Persoon y publicada en Synopsis Plantarum 2: 425 en 1807.

## Importancia económica y cultural

### Usos en la medicina tradicional
En el Callejón de Huaylas en Perú, la planta es utilizada para tratar afecciones del sistema hepático (hepatitis), renal y digestivo (cólera y diarrea), y también como antidiabético y contra el colesterol alto.

## Nombres comunes
- Carqueja, kima esquina, cuchu-cuchu[3]